# 冬の日の2009
「冬の日の2009」（ふゆのひのトゥーサウザンドナイン）は、2008年12月3日に発売されたclassのシングルである。

## 概要
1993年にリリースされた「夏の日の1993」のアンサーソングとしてリリースされた。グループとしてはメンバー岡崎公聡が新たに加入し新生classとしてリリースしている。
夏の日に恋に落ち、やがて結婚した二人の16年後（2009年）の冬を設定した歌詞を新たに書き下ろしている。
Music Videoには俳優の山本耕史が出演している。
読売テレビ・日本テレビ系「ダウンタウンDX」エンディングテーマ(2008年12月・2009年1月)。

## 収録曲
全曲 作詞：松本一起、作曲：佐藤健、編曲：enzo
1. 冬の日の2009
2. 夏の日の1993 (’09 premium ver.)
3. 冬の日の2009 (instrumental)
4. 夏の日の1993 (’09 premium ver.) (instrumental)